# Großer Preis von Deutschland 1981
Der Große Preis von Deutschland 1981 (offiziell XLIII Großer Preis von Deutschland) fand am 2. August auf dem Hockenheimring in Hockenheim statt und war das zehnte Rennen der Formel-1-Weltmeisterschaft 1981.

## Berichte

### Hintergrund
Zwei Wochen nach John Watsons Sieg bei seinem Heim-Grand-Prix trat ein unverändertes Teilnehmerfeld zum Großen Preis von Deutschland in Hockenheim an.
Tyrrell-Pilot Eddie Cheever absolvierte an diesem Wochenende den ersten Grand-Prix-Einsatz des neuen Rennwagens mit der Bezeichnung 011. Das Team wechselte zudem von Michelin- auf Avon-Reifen.

### Training
Der Hochgeschwindigkeitskurs mit den damals langen Geraden kam den turbogetriebenen Fahrzeugen entgegen, sodass sich Alain Prost vor seinem Renault-Teamkollegen René Arnoux für die Pole-Position qualifizieren konnte. Die beiden Williams-Piloten Carlos Reutemann und Alan Jones bildeten die zweite Startreihe vor Didier Pironi und Nelson Piquet, der keine schwerwiegenden Verletzungen bei seinem Unfall in Silverstone davongetragen hatte. Jacques Laffite, Gilles Villeneuve sowie die beiden McLaren-Piloten Watson und Andrea de Cesaris komplettierten die Top Ten der Startaufstellung.

### Rennen
Während Prost seinen Spitzenplatz nach dem Start zunächst verteidigen konnte, verlor Arnoux den zweiten Rang an Reutemann. Auf der ersten der langen Geraden zog auch Pironi an seinem Landsmann vorbei. Als in der Ostkurve auch Piquet zum Überholen ansetzte, berührten sich die beiden Wagen. Dabei wurde der rechte Hinterreifen von Arnoux beschädigt, sodass er am Ende der ersten Runde die Box aufsuchen musste. Währenddessen wurde Piquet von Laffite und Jones überholt.
Pironi schied in der zweiten Runde mit Motorschaden aus, woraufhin Prost vor Reutemann, Jones, Laffite und Piquet führte.
Nachdem Jones in der fünften Runde seinen Teamkollegen Reutemann überholt hatte, duellierte er sich mit Prost um die Führung, die er schließlich in Runde 21 für sich gewinnen konnte. Piquet hatte das Duell zuvor kurzzeitig zu einem Dreikampf ergänzt, war jedoch durch Probleme mit seinen Reifen in der 15. Runde wieder hinter Reutemann zurückgefallen.
Reutemanns durch Motorschaden bedingter Ausfall in Runde 28 brachte Héctor Rebaque und Eddie Cheever in die Punkteränge.
Als es nach rund zwei Dritteln der Renndistanz leicht zu regnen begann, erwies sich der Brabham BT49 dem Renault RE30 auf rutschiger Piste als überlegen. Piquet konnte dadurch in Runde 37 an Prost vorbeiziehen. Als Jones wegen Zündaussetzern zurückfiel und schließlich einen Boxenstopp einlegen musste, übernahm Piquet die Führung und verteidigte sie bis ins Ziel.

## Meldeliste
| Team                           | Nr. | Fahrer             | Chassis         | Motor                    | Reifen |
| ------------------------------ | --- | ------------------ | --------------- | ------------------------ | ------ |
| TAG Williams Team              | 01  | Alan Jones         | Williams FW07C  | Ford Cosworth DFV 3.0 V8 | G      |
| TAG Williams Team              | 02  | Carlos Reutemann   | Williams FW07C  | Ford Cosworth DFV 3.0 V8 | G      |
| Tyrrell Racing Team            | 03  | Eddie Cheever      | Tyrrell 011     | Ford Cosworth DFV 3.0 V8 | A      |
| Tyrrell Racing Team            | 04  | Michele Alboreto   | Tyrrell 010     | Ford Cosworth DFV 3.0 V8 | A      |
| Parmalat Racing Team           | 05  | Nelson Piquet      | Brabham BT49C   | Ford Cosworth DFV 3.0 V8 | G      |
| Parmalat Racing Team           | 06  | Héctor Rebaque     | Brabham BT49C   | Ford Cosworth DFV 3.0 V8 | G      |
| Marlboro McLaren International | 07  | John Watson        | McLaren MP4/1   | Ford Cosworth DFV 3.0 V8 | M      |
| Marlboro McLaren International | 08  | Andrea de Cesaris  | McLaren MP4/1   | Ford Cosworth DFV 3.0 V8 | M      |
| Team ATS                       | 09  | Slim Borgudd       | ATS D5          | Ford Cosworth DFV 3.0 V8 | A      |
| John Player Team Lotus         | 11  | Elio de Angelis    | Lotus 87        | Ford Cosworth DFV 3.0 V8 | G      |
| John Player Team Lotus         | 12  | Nigel Mansell      | Lotus 87        | Ford Cosworth DFV 3.0 V8 | G      |
| Ensign Racing                  | 14  | Eliseo Salazar     | Ensign N180B    | Ford Cosworth DFV 3.0 V8 | A      |
| Équipe Renault Elf             | 15  | Alain Prost        | Renault RE30    | Renault EF1 1.5 V6t      | M      |
| Équipe Renault Elf             | 16  | René Arnoux        | Renault RE30    | Renault EF1 1.5 V6t      | M      |
| March Grand Prix Team          | 17  | Derek Daly         | March 811       | Ford Cosworth DFV 3.0 V8 | A      |
| Fittipaldi Automotive          | 20  | Keke Rosberg       | Fittipaldi F8C  | Ford Cosworth DFV 3.0 V8 | M      |
| Fittipaldi Automotive          | 21  | Chico Serra        | Fittipaldi F8C  | Ford Cosworth DFV 3.0 V8 | M      |
| Marlboro Team Alfa Romeo       | 22  | Mario Andretti     | Alfa Romeo 179B | Alfa Romeo 1260 3.0 V12  | M      |
| Marlboro Team Alfa Romeo       | 23  | Bruno Giacomelli   | Alfa Romeo 179B | Alfa Romeo 1260 3.0 V12  | M      |
| Équipe Talbot Gitanes          | 25  | Patrick Tambay     | Ligier JS17     | Matra MS81 3.0 V12       | M      |
| Équipe Talbot Gitanes          | 26  | Jacques Laffite    | Ligier JS17     | Matra MS81 3.0 V12       | M      |
| Scuderia Ferrari SpA SEFAC     | 27  | Gilles Villeneuve  | Ferrari 126CK   | Ferrari 021 1.5 V6t      | M      |
| Scuderia Ferrari SpA SEFAC     | 28  | Didier Pironi      | Ferrari 126CK   | Ferrari 021 1.5 V6t      | M      |
| Ragno Arrows Beta Racing Team  | 29  | Riccardo Patrese   | Arrows A3B      | Ford Cosworth DFV 3.0 V8 | P      |
| Ragno Arrows Beta Racing Team  | 30  | Siegfried Stohr    | Arrows A3B      | Ford Cosworth DFV 3.0 V8 | P      |
| Osella Squadra Corse           | 31  | Beppe Gabbiani     | Osella FA1B     | Ford Cosworth DFV 3.0 V8 | M      |
| Osella Squadra Corse           | 32  | Jean-Pierre Jarier | Osella FA1B     | Ford Cosworth DFV 3.0 V8 | M      |
| Theodore Racing Team           | 33  | Marc Surer         | Theodore TY01   | Ford Cosworth DFV 3.0 V8 | A      |
| Candy Toleman Motorsport       | 35  | Brian Henton       | Toleman TG181   | Hart 415T 1.5 L4t        | P      |
| Candy Toleman Motorsport       | 36  | Derek Warwick      | Toleman TG181   | Hart 415T 1.5 L4t        | P      |

## Klassifikationen

### Qualifying
| Pos. | Fahrer             | Konstrukteur    | Qualifikationstraining 1 | Qualifikationstraining 1 | Qualifikationstraining 2 | Qualifikationstraining 2 | Start |
| Pos. | Fahrer             | Konstrukteur    | Zeit                     | Ø-Geschwindigkeit        | Zeit                     | Ø-Geschwindigkeit        | Start |
| ---- | ------------------ | --------------- | ------------------------ | ------------------------ | ------------------------ | ------------------------ | ----- |
| 01   | Alain Prost        | Renault         | 1:48,09                  | 226,112 km/h             | 1:47,50                  | 227,353 km/h             | 01    |
| 02   | René Arnoux        | Renault         | 1:47,96                  | 226,384 km/h             | 1:48,08                  | 226,132 km/h             | 02    |
| 03   | Carlos Reutemann   | Williams-Ford   | 1:50,20                  | 221,782 km/h             | 1:48,43                  | 225,403 km/h             | 03    |
| 04   | Alan Jones         | Williams-Ford   | 1:48,49                  | 225,278 km/h             | 1:49,38                  | 223,445 km/h             | 04    |
| 05   | Didier Pironi      | Ferrari         | 1:49,00                  | 224,224 km/h             | 1:49,97                  | 222,246 km/h             | 05    |
| 06   | Nelson Piquet      | Brabham-Ford    | 1:49,03                  | 224,162 km/h             | 1:49,26                  | 223,690 km/h             | 06    |
| 07   | Jacques Laffite    | Ligier-Matra    | 1:50,27                  | 221,641 km/h             | 1:49,28                  | 223,649 km/h             | 07    |
| 08   | Gilles Villeneuve  | Ferrari         | 1:49,44                  | 223,322 km/h             | 1:50,24                  | 221,702 km/h             | 08    |
| 09   | John Watson        | McLaren-Ford    | 1:49,52                  | 223,159 km/h             | 1:50,36                  | 221,461 km/h             | 09    |
| 10   | Andrea de Cesaris  | McLaren-Ford    | 1:50,07                  | 222,044 km/h             | 1:49,58                  | 223,037 km/h             | 10    |
| 11   | Patrick Tambay     | Ligier-Matra    | 1:50,00                  | 222,185 km/h             | 1:50,61                  | 220,960 km/h             | 11    |
| 12   | Mario Andretti     | Alfa Romeo      | 1:50,64                  | 220,900 km/h             | 1:50,73                  | 220,721 km/h             | 12    |
| 13   | Riccardo Patrese   | Arrows-Ford     | 1:50,68                  | 220,820 km/h             | 1:50,65                  | 220,880 km/h             | 13    |
| 14   | Elio de Angelis    | Lotus-Ford      | 1:52,36                  | 217,519 km/h             | 1:50,74                  | 220,701 km/h             | 14    |
| 15   | Nigel Mansell      | Lotus-Ford      | 1:51,98                  | 218,257 km/h             | 1:50,86                  | 220,462 km/h             | 15    |
| 16   | Héctor Rebaque     | Brabham-Ford    | 1:51,17                  | 219,847 km/h             | 1:51,49                  | 219,216 km/h             | 16    |
| 17   | Jean-Pierre Jarier | Osella-Ford     | 1:52,19                  | 217,848 km/h             | 1:52,95                  | 216,382 km/h             | 17    |
| 18   | Eddie Cheever      | Tyrrell-Ford    | 1:52,19                  | 217,848 km/h             | 1:52,44                  | 217,364 km/h             | 18    |
| 19   | Bruno Giacomelli   | Alfa Romeo      | 1:52,21                  | 217,809 km/h             | 1:52,59                  | 217,074 km/h             | 19    |
| 20   | Slim Borgudd       | ATS-Ford        | 1:52,54                  | 217,171 km/h             | 1:54,14                  | 214,127 km/h             | 20    |
| 21   | Derek Daly         | March-Ford      | 1:55,80                  | 211,057 km/h             | 1:52,65                  | 216,959 km/h             | 21    |
| 22   | Marc Surer         | Theodore-Ford   | 1:52,85                  | 216,574 km/h             | 1:53,50                  | 215,334 km/h             | 22    |
| 23   | Eliseo Salazar     | Ensign-Ford     | 1:55,58                  | 211,459 km/h             | 1:53,16                  | 215,981 km/h             | 23    |
| 24   | Siegfried Stohr    | Arrows-Ford     | 1:53,19                  | 215,924 km/h             | 1:53,33                  | 215,657 km/h             | 24    |
| DNQ  | Keke Rosberg       | Fittipaldi-Ford | 1:53,28                  | 215,752 km/h             | 1:53,38                  | 215,562 km/h             | –     |
| DNQ  | Brian Henton       | Toleman-Hart    | 1:53,31                  | 215,695 km/h             | 1:54,77                  | 212,951 km/h             | –     |
| DNQ  | Beppe Gabbiani     | Osella-Ford     | 1:55,53                  | 211,550 km/h             | 1:53,39                  | 215,543 km/h             | –     |
| DNQ  | Derek Warwick      | Toleman-Hart    | 1:54,59                  | 213,286 km/h             | 1:53,58                  | 215,182 km/h             | –     |
| DNQ  | Michele Alboreto   | Tyrrell-Ford    | 1:53,69                  | 214,974 km/h             | 1:54,19                  | 214,033 km/h             | –     |
| DNQ  | Chico Serra        | Fittipaldi-Ford | 1:55,22                  | 212,119 km/h             | 1:54,89                  | 212,729 km/h             | –     |

### Rennen
| Pos. | Fahrer             | Konstrukteur  | Runden | Stopps | Zeit       | Start | Schnellste Runde |
| ---- | ------------------ | ------------- | ------ | ------ | ---------- | ----- | ---------------- |
| 01   | Nelson Piquet      | Brabham-Ford  | 45     | 0      | 1:25:55,60 | 06    | 1:52,68          |
| 02   | Alain Prost        | Renault       | 45     | 0      | + 11,52    | 01    | 1:53,51          |
| 03   | Jacques Laffite    | Ligier-Matra  | 45     | 0      | + 1:04,60  | 07    | 1:54,96          |
| 04   | Héctor Rebaque     | Brabham-Ford  | 45     | 0      | + 1:39,69  | 16    | 1:54,48          |
| 05   | Eddie Cheever      | Tyrrell-Ford  | 45     | 0      | + 1:50,52  | 18    | 1:55,25          |
| 06   | John Watson        | McLaren-Ford  | 44     | 0      | + 1 Runde  | 09    | 1:55,56          |
| 07   | Elio de Angelis    | Lotus-Ford    | 44     | 0      | + 1 Runde  | 14    | 1:55,98          |
| 08   | Jean-Pierre Jarier | Osella-Ford   | 44     | 0      | + 1 Runde  | 17    | 1:56,61          |
| 09   | Mario Andretti     | Alfa Romeo    | 44     | 0      | + 1 Runde  | 12    | 1:56,21          |
| 10   | Gilles Villeneuve  | Ferrari       | 44     | 1      | + 1 Runde  | 08    | 1:56,26          |
| 11   | Alan Jones         | Williams-Ford | 44     | 1      | + 1 Runde  | 04    | 1:52,42 (04.)    |
| 12   | Siegfried Stohr    | Arrows-Ford   | 44     | 0      | + 1 Runde  | 24    | 1:56,70          |
| 13   | René Arnoux        | Renault       | 44     | 1      | + 1 Runde  | 02    | 1:56,20          |
| 14   | Marc Surer         | Theodore-Ford | 43     | 1      | DNF        | 22    | 1:56,89          |
| 15   | Bruno Giacomelli   | Alfa Romeo    | 43     | 1      | + 2 Runden | 19    | 1:55,56          |
| –    | Eliseo Salazar     | Ensign-Ford   | 40     | 1      | NC         | 23    | 1:54,61          |
| –    | Slim Borgudd       | ATS-Ford      | 35     | 0      | DNF        | 20    | 1:56,74          |
| –    | Carlos Reutemann   | Williams-Ford | 27     | 0      | DNF        | 03    | 1:53,69          |
| –    | Riccardo Patrese   | Arrows-Ford   | 27     | 0      | DNF        | 13    | 1:54,84          |
| –    | Patrick Tambay     | Ligier-Matra  | 27     | 0      | DNF        | 11    | 1:55,31          |
| –    | Derek Daly         | March-Ford    | 15     | 1      | DNF        | 21    | 1:56,15          |
| –    | Nigel Mansell      | Lotus-Ford    | 12     | 0      | DNF        | 15    | 1:55,55          |
| –    | Andrea de Cesaris  | McLaren-Ford  | 4      | 0      | DNF        | 10    | 1:55,82          |
| –    | Didier Pironi      | Ferrari       | 1      | 0      | DNF        | 05    | 2:01,67          |

## WM-Stände nach dem Rennen
Die ersten sechs des Rennens bekamen 9, 6, 4, 3, 2 bzw. 1 Punkt(e). In der Fahrerwertung wurden die besten elf Resultate, in der Konstrukteurswertung alle Resultate gewertet.

### Fahrerwertung
| Pos. | Fahrer            | Konstrukteur                | Punkte |
| ---- | ----------------- | --------------------------- | ------ |
| 01   | Carlos Reutemann  | Williams-Ford               | 43     |
| 02   | Nelson Piquet     | Brabham-Ford                | 35     |
| 03   | Jacques Laffite   | Ligier-Matra                | 25     |
| 04   | Alan Jones        | Williams-Ford               | 24     |
| 05   | Gilles Villeneuve | Ferrari                     | 21     |
| 06   | John Watson       | McLaren-Ford                | 20     |
| 07   | Alain Prost       | Renault                     | 19     |
| 08   | Riccardo Patrese  | Arrows-Ford                 | 10     |
| 09   | Eddie Cheever     | Tyrrell-Ford                | 10     |
| 10   | Héctor Rebaque    | Brabham-Ford                | 8      |
| 11   | Elio de Angelis   | Lotus-Ford                  | 8      |
| 12   | Didier Pironi     | Ferrari                     | 7      |
| 13   | René Arnoux       | Renault                     | 5      |
| 14   | Nigel Mansell     | Lotus-Ford                  | 5      |
| 15   | Marc Surer        | Ensign-Ford / Theodore-Ford | 4      |
| 16   | Mario Andretti    | Alfa Romeo                  | 3      |
| 17   | Patrick Tambay    | Theodore-Ford / Ligier-Ford | 1      |

| Pos. | Fahrer                | Konstrukteur               | Punkte |
| ---- | --------------------- | -------------------------- | ------ |
| 18   | Andrea de Cesaris     | McLaren-Ford               | 1      |
| 19   | Slim Borgudd          | ATS-Ford                   | 1      |
| 20   | Jean-Pierre Jarier    | Ligier-Matra / Osella-Ford | 0      |
| 21   | Chico Serra           | Fittipaldi-Ford            | 0      |
| 22   | Bruno Giacomelli      | Alfa Romeo                 | 0      |
| 23   | Derek Daly            | March-Ford                 | 0      |
| 24   | Keke Rosberg          | Fittipaldi-Ford            | 0      |
| 25   | Siegfried Stohr       | Arrows-Ford                | 0      |
| 26   | Michele Alboreto      | Tyrrell-Ford               | 0      |
| 27   | Jan Lammers           | ATS-Ford                   | 0      |
| 28   | Ricardo Zunino        | Tyrrell-Ford               | 0      |
| 29   | Piercarlo Ghinzani    | Osella-Ford                | 0      |
| 30   | Eliseo Salazar        | March-Ford / Ensign-Ford   | 0      |
| –    | Miguel Ángel Guerra   | Osella-Ford                | 0      |
| –    | Beppe Gabbiani        | Osella-Ford                | 0      |
| –    | Jean-Pierre Jabouille | Ligier-Matra               | 0      |

### Konstrukteurswertung
| Pos. | Konstrukteur  | Punkte |
| ---- | ------------- | ------ |
| 01   | Williams-Ford | 67     |
| 02   | Brabham-Ford  | 43     |
| 03   | Ferrari       | 28     |
| 04   | Ligier-Matra  | 25     |
| 05   | Renault       | 24     |
| 06   | McLaren-Ford  | 21     |
| 07   | Lotus-Ford    | 13     |
| 08   | Arrows-Ford   | 10     |

| Pos. | Konstrukteur    | Punkte |
| ---- | --------------- | ------ |
| 09   | Tyrrell-Ford    | 10     |
| 10   | Ensign-Ford     | 4      |
| 11   | Alfa Romeo      | 3      |
| 12   | Theodore-Ford   | 1      |
| 13   | ATS-Ford        | 1      |
| 14   | Fittipaldi-Ford | 0      |
| 15   | Osella-Ford     | 0      |
| 16   | March-Ford      | 0      |